# Telmatoscopus maculatus
Telmatoscopus maculatus és una espècie d'insecte dípter pertanyent a la família dels psicòdids.

## Descripció
- Mascle: cos de color blanc amb taques marrons; ales d'1,8 mm de llargada i 0,7 d'amplada i amb deu taques marrons a l'àpex de cada vena longitudinal; anells blancs i apicals als segments de la tíbia i del tars; dors de l'abdomen amb alguns pèls de color marró entre altres blancs; ventre principalment de color marró; ulls estretament separats; presència de sutura interocular; front cobert de pèls i amb una única filera que s'estén posteriorment per entre els ulls fins a la sutura; palps la meitat de llargs que les antenes; antenes d'1,5 mm de longitud i amb 16 artells; vena subcostal allargada; la vena R5 acaba més enllà de l'àpex, el qual és arrodonit.
- Femella: similar al mascle, però amb els ulls separats per una distància igual a dues facetes, la placa subgenital força bilobulada i ales d'1,6 mm de longitud i 0,6 d'amplada.[3]

## Distribució geogràfica
Es troba a Oceania: les illes Carolines (Truk, Yap i Ponape) a la Micronèsia.